# ديمتري بيفول
ديمتري يوريفيتش بيفول (بالروسية: Дмитрий Юрьевич Бивол؛ مواليد 18 ديسمبر 1990) هو ملاكم روسي محترف. حصل على لقب رابطة الملاكمة العالمية لوزن خفيف الثقيل من عام 2017 إلى عام 2019 ولقب رابطة الملاكمة العالمية لوزن خفيف الثقيل من عام 2019 إلى عام 2024.

## سجل الملاكمة الاحترافية
| 24 نزال      | 23 فوز | 1 خسارة |
| ------------ | ------ | ------- |
| ضربة القاضية | 12     | 0       |
| قرار القضاة  | 11     | 1       |

## نزالات الدفع مقابل المشاهدة
| التاريخ    | القتال          | الفوترة     | المبلغ  | الشبكة | الإيرادات   |
| ---------- | --------------- | ----------- | ------- | ------ | ----------- |
| 2022 May 7 | كانيلو ضد بيفول | الإرث مكتسب | 520،000 | دازون  | $36،400،000 |

## وصلات خارجية
- ديمتري بيفول على موقع بوكس ريك (الإنجليزية) (registration required)